# Franz Andreas Schramm
Franz Andreas Schramm (* 5. Oktober 1752 in Fulda; † 1799 in Heidelberg) war ein deutscher Theologe.

## Leben
Schramm wurde in Fulda geboren und begann seine theologischen Studien am Jesuitenkolleg seiner Heimatstadt. 1771 trat er dem Orden der Jesuiten bei. Aufgrund der Aufhebung des Ordens durch Papst Clemens XIV. im Jahr 1773 kam er nicht mehr dazu, die Gelübte abzulegen. Er kehrte nach Fulda zurück und wurde dort Subregens am Priesterseminar Fulda und ab 1787 Hospitalpfarrer am Heilig-Geist-Hospital. Er galt als hervorragender Prediger und hielt die Leichenrede auf der Beerdigung von Heinrich von Bibra. 1791 erhielt er den Ruf als ordentlicher Professor an die Ruprecht-Karls-Universität in Heidelberg. Er galt als gefeierter Professor für Dogmatik und wirkte dort bis zu seinem Tod 1799. Viel Beachtung fand seine am 31. Dezember 1792 gehaltene Rede anlässlich des 50. Regentschaftsjubiläums von Pfalzgraf und Kurfürst Karl Theodor.

## Werke
- Vollständiges System der Pastorallehre, 1788, Fulda
- Dogmata Catholica De Sacramentis, 1792, Heidelberg